# Julius Peter (Hockeyspieler)
Julius Peter (* 22. Juli 1946) ist ein ehemaliger tansanischer Hockeyspieler.
Peter nahm mit der Tansanischen Hockeynationalmannschaft an den Olympischen Spielen 1980 in Moskau teil. Die Mannschaft verlor alle Spiele und belegte den sechsten und letzten Rang.